# David Ricardo
David Ricardo (ur. 19 kwietnia 1772 w Londynie, zm. 11 września 1823 w Gatcombe Park) – angielski ekonomista.

## Kontekst historyczny
Urodził się jako trzecie z 17 dzieci zamożnego londyńskiego bankiera.
Pod wpływem swojej przyszłej żony zmienił wyznanie z religii mojżeszowej na katolicyzm. Na skutek zmiany wyznania, jak i wobec nieakceptowanego przez rodzinę ożenku, zerwał z nią kontakt i zaczął powiększać majątek na własną rękę jako makler. W wieku 25 lat był jednym z najbogatszych ludzi w Anglii, jego majątek był szacowany na 1,6 mln funtów sterlingów. Będąc zamożnym człowiekiem osiadł w zakupionym majątku ziemskim w Gatcombe Park, poświęcając się polityce i pracy naukowej. Zajmował się chemią, mineralogią, geologią i matematyką. W 1807 roku założył Geologiczne Towarzystwo Anglii. Ricardo kupił sobie miejsce w parlamencie, był członkiem Partii Wigów, której przewodniczył jego przyjaciel James Mill. Działalność polityczna zainspirowała go do badań nad ekonomią. W 1821 założył Klub Ekonomii Politycznej, skupiający wielu wybitnych ekonomistów.
Głównym dziełem Ricardo są „Zasady ekonomii politycznej i opodatkowania” (On the Principles of Political Economy and Taxation) wydane w 1817 roku. Najważniejszymi jego teoriami są:
- teoria przewagi komparatywnej
- teoria renty gruntowej
- teoria płacy
- ilościowa teoria pieniądza

Z jednej strony David Ricardo uważany jest za kontynuatora myśli Adama Smitha (chociaż zrywa z luźną kombinacją teorii i realiów historycznych, czyli sposobem opisu zjawisk gospodarczych używanym przez Smitha – zamiast tego używa abstrakcyjnych modeli teoretycznych), z drugiej za prekursora Karla Marksa. Uważał, że ludzie powinni wykonywać te czynności, w których są najmniej gorsi, że człowiek nie może być w czymś najlepszy, a tylko najmniej gorszy.
Posługiwał się abstrakcją, traktował model teoretyczny jako podstawę dobrej polityki.

## Zasady ekonomii politycznej

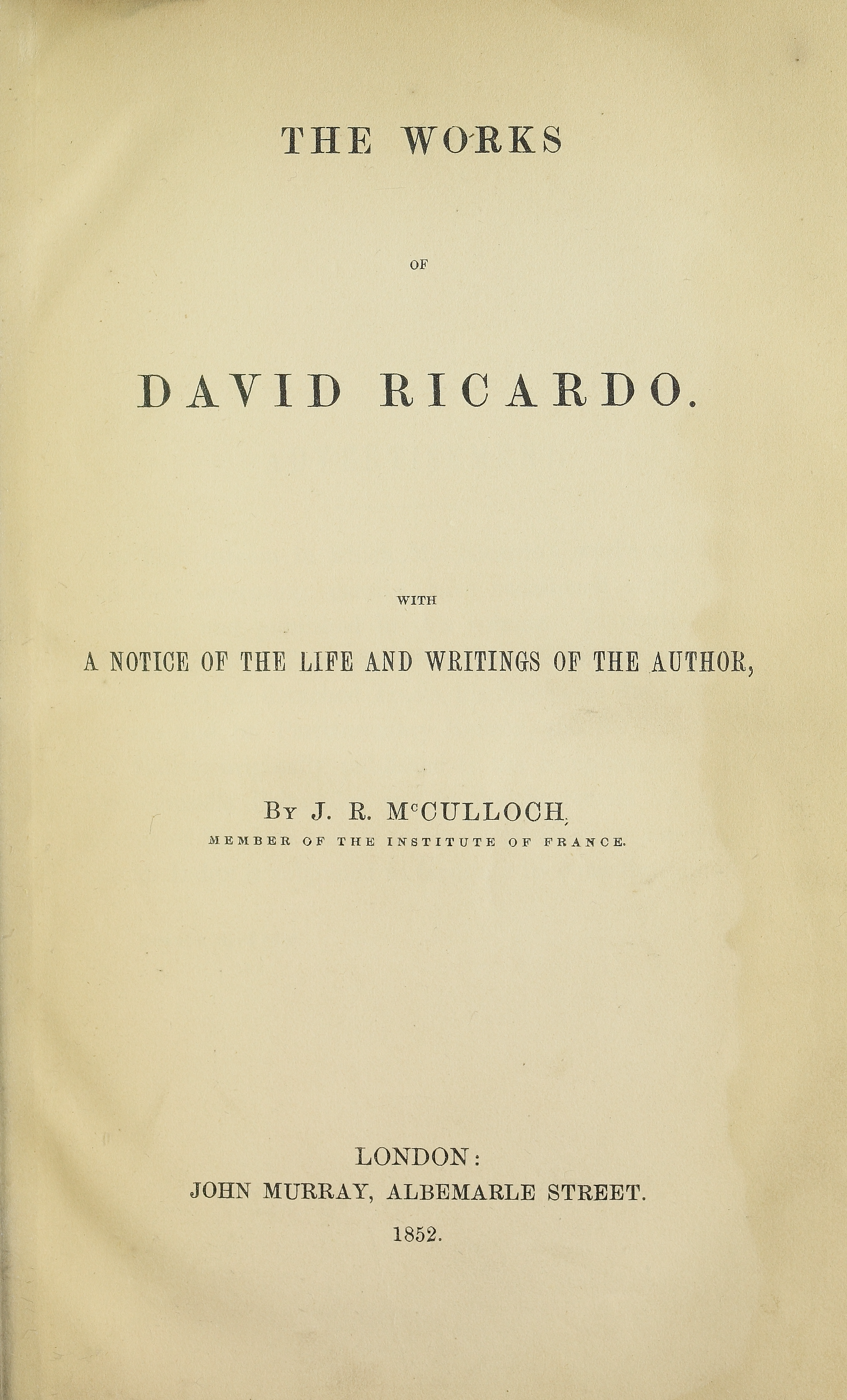
Works, 1852

Ricardo otwiera pierwszy rozdział „Zasady ekonomii politycznej i opodatkowania” stwierdzeniem, iż wartość produktu ma swe źródło w pracy. Teorię tę opatruje nazwą laborystycznej teorii wartości lub po prostu teorią wartości opartej na pracy. W tym samym rozdziale pokazuje także, że cena rynkowa nie w pełni odpowiada rzeczywistej wartości produktu. Rozpatrywaniem tego zagadnienia zajmował się do końca życia.
Książka wprowadza pojęcie teorii kosztów komparatywnych. Teoria ta mówi, że kraje, nawet jeśli produkują jakiś produkt efektywnie, to często nie doceniają wyższych zysków płynących z wyspecjalizowania się w tym, co produkują najlepiej, a co mogą sprzedać innym krajom korzystniej. Ricardo wierzył, że płace winny być poddane grze rynkowej, w wyniku czego nie trzeba wprowadzać restrykcji na sprowadzane z zagranicy towary, zwłaszcza produkty rolne.
Zyski płynące ze stosowania teorii korzyści komparatywnych w praktyce wpływają zarówno na podział dochodu, jak i oddziałują pozytywnie na wzrost dochodów. Mimo że handel zagraniczny nie przynosi zysków bezpośrednio, zyski osiągane są przez utrzymywanie płac na stałym, niskim poziomie.

## Teoria płacy
Ricardo wierzył, że w długim okresie, ceny odzwierciedlają koszty produkcji i tym samym są cenami naturalnymi. Naturalna cena produkcji to w praktyce koszt pracy wynikający z zatrudnienia robotników. Jeżeli płace odpowiadają naturalnej cenie pracy, to oznacza to, że są one utrzymywane na najniższym możliwym poziomie tj. poziomie, który pozwala tymże robotnikom przetrwać i minimalnie egzystować. Ricardo idzie jednak o krok dalej, niż Smith. W swoich rozważaniach za owo minimum obiera pewne minimum socjalne – zależne nie tylko od biologicznych determinant przetrwania, ale także od otoczki kulturowej w danym społeczeństwie. Jednakże dobra sytuacja gospodarcza może spowodować, że płace wzrosną wyraźnie ponad poziomem minimalnej egzystencji robotników. Wtedy to, w ramach redukcji kosztów producenci zwalniają niektórych pracowników i ci stają się bezrobotnymi. Chcąc być ponownie zatrudnionymi, muszą ubiegać się o niższą płacę. Ponadto uważał, że za swój nędzny los odpowiedzialni są sami robotnicy, którzy powinni regulować swój przyrost naturalny. Ricardo opowiadał się przeciwko wszelkiej pomocy socjalnej dla najuboższych, która według niego, powoduje pogorszenie losu robotników, ponieważ wpływa na zwiększenie ich liczby, a tym samym wzrost podaży rąk do pracy, co prowadzi w konsekwencji do obniżenia płacy roboczej. Mamy tu wyraźne nawiązanie do teorii ludności Thomasa Roberta Malthusa.